# Горбаль Роман Томович
Роман Томович Горбаль (нар. 1919, Львів — пом. ?) — діяч ОУН. Засуджений на процесі 59-ти (1940—1941).

## Життєпис

### Освіта й робота
1938 року закінчив гімназію. Інструктор фізкультури ДСТ «Локомотив» (у райраді товариства «Локомотив півдня»).

### Процес 59-ти
Заарештований 7 вересня 1940 на конспіративній квартирі у Львові. За свідченнями І. Макмимова та М. Пакуляка на момент слідства був заступником провідника Львівської міської організації ОУН. Протоколи допитів у НКВД датовані 9 вересня, 16-17 вересня, 28 листопада та 2 грудня 1940 року. За даними протоколу від 9 вересня, слідчих цікавив родинний зв'язок із Олегом-Костянтином Вальчиком (псевдо «Сум», провідник ОУН Тернопільської области), чия дружина була рідною сестрою дружини Горбаля. На суді Горбаль пом'якшити міру покарання, заперечував будь-яку причетність до ОУН. Звинувачений у тому, що був «замісником керівника Львівської міської ОУН», однак доказів підпільної діяльности слідство не знайшло. Засуджений до розстрілу, Верховний Суд СРСР замінив на 10 років таборів і 5 років позбавлення виборчих прав.

### Війна
З початком війни вивезений до Бердичева, звідки з наближенням фронту вдалось втекти. Вояк дивізії Ваффен СС «Галичина». За деякими даними — дезертирував звідти у червні 1944, затриманий радянцями, виказав, під яким прізвищем переховується Олег Вальчик, за іншими — учасник бою під Бродами в липні того самого року.